# Ursus spelaeus
Ursul de cavernă sau ursul de peșteră (Ursus spelaeus)  a fost o specie de urs de talie mare care a trăit în Europa și Asia, în timpul Pleistocenului și a devenit extinct în urmă cu aproximativ 24.000 ani, în perioada ultimei glaciațiuni.
Atât cuvântul „peșteră”, cât și denumirea științifică spelaeus sunt utilizate deoarece fosilele acestei specii au fost găsite în cea mai mare parte în peșteri. Acest lucru reflectă opiniile experților că urșii de peșteră ar fi putut petrece mai mult timp în peșteri decât ursul brun, care folosește peșterile doar pentru hibernare.

## Taxonomie

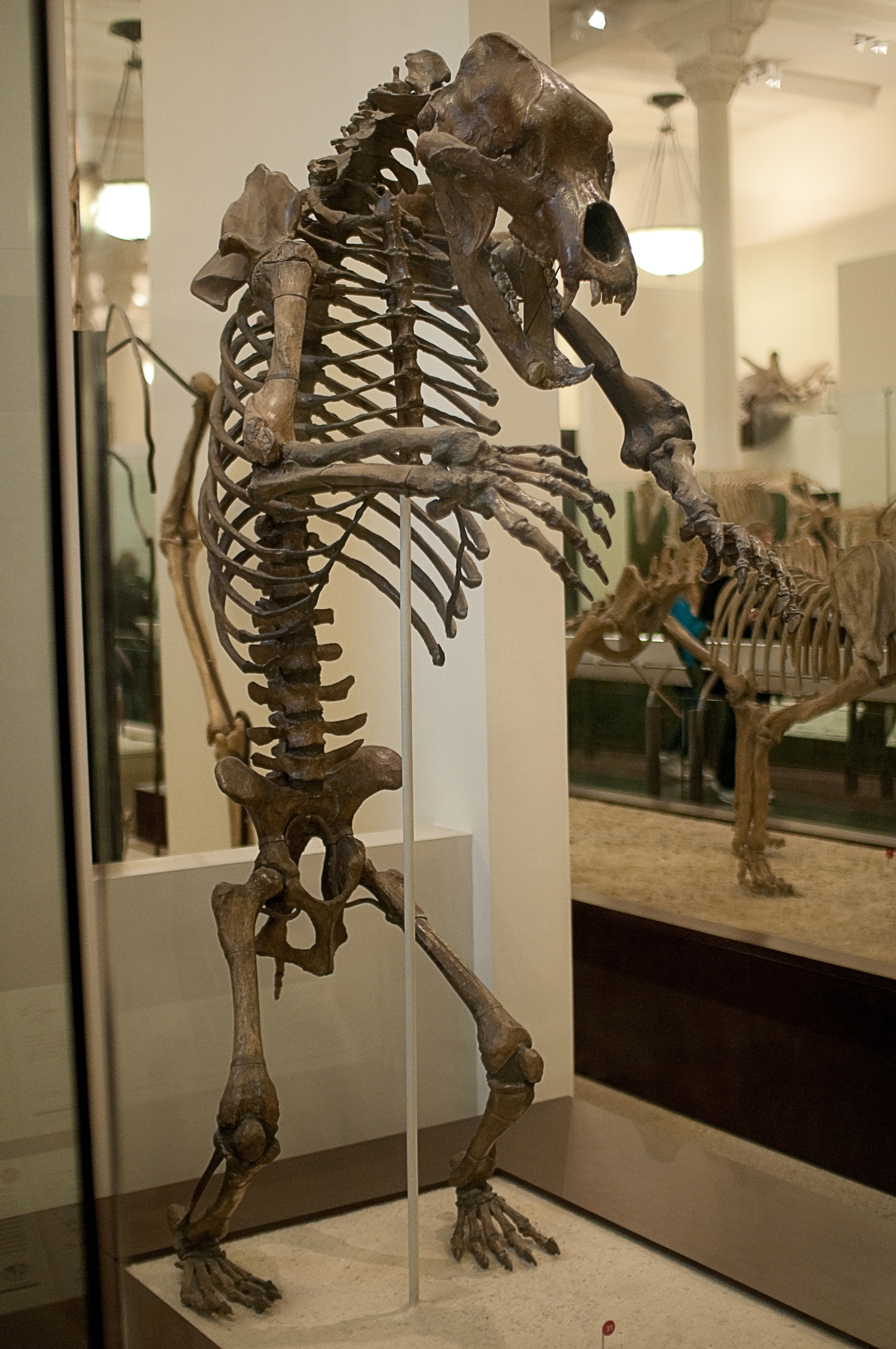
Schelet de Ursus spelaeus

Scheletele ursului de cavernă au fost descrise pentru prima dată în 1774 de Johann Friederich Esper în cartea sa Newly Discovered Zoolites of Unknown Four Footed Animals. În timp ce oamenii din acea vreme considerau că scheletele ar putea aparține maimuțelor, canidelor, felidelor sau chiar dragonilor sau unicornilor, Esper a afirmat că de fapt aparțineau urșilor polari. Douăzeci de ani mai târziu, Johann Christian Rosenmüller, un anatomist de la Universitatea din Leipzig, a dat speciei numele binomial. În timpul Primului Război Mondial, pământul din peșterile unde erau oasele ursului de cavernă a fost folosit ca sursă de fosfați.

### Evoluție
Atât ursul de cavernă cât și ursul brun sunt descendenți ai Ursus etruscus, care a trăit acum aproximativ 5,3 milioane de ani în urmă până acum 100.000 de ani. Ursul de cavernă s-a despărțit de ursul brun acum 1,2-1,4 milioane de ani în urmă. Precursorul imediat al ursului de cavernă a fost, probabil, Ursus deningeri, o specie care a trăit în Europa în timpul Pleistocenului, acum aproximativ 1,8 milioane de ani pînă la 100.000 de ani în urmă.Tranziția dintre Ursus deningeri și ursul de cavernă s-a făcut probabil în timpul ultimei interglaciațiuni, deși limita dintre aceste forme este arbitrară și au fost propuși taxoni intermediari sau de tranziție, de exemplu  Ursus spelaeus deningeroides, în timp ce alți cercetători consideră ambii taxoni drept variante cronologice ale aceleiași specii.
Urșii de cavernă găsiți în diferite regiuni variază în funcție de vârstă, facilitând astfel investigațiile asupra tendințelor evolutive. Treptat, cei trei premolari s-au redus, apoi au dispărut, posibil ca răspuns la o dietă în mare parte vegetariană. Într-unul din craniile găsite la Conturines, al treilea premolar este încă prezent, în timp ce la mai multe exemplare derivate găsite în alte părți, aceștia lipsesc. Într-un proces numit "molarizare", ultimul premolar rămas a tins să se unească cu molarii, rezultând astfel un mecanism de masticație mult îmbunătățit, facilitând prelucrarea vegetației dure. Acest lucru a permis ursului de cavernă să obțină mai multă energie pentru hibernare, el mâncând mai puțin decât strămoșii săi.
În 2005, oamenii de știință au recuperat și secvențiat ADN-ul nuclear al unui urs de cavernă care a trăit în urmă cu 42.000-44.000 de ani. Procedura a utilizat ADN genomic extras din unul dintre dinții animalului. Folosind secvențializarea ADN-ului direct, oamenii de știință au recuperat 21 de gene de urs de cavernă din resturi care nu au produs cantități semnificative de ADN cu tehnici tradiționale. Acest studiu a confirmat și s-a bazat pe rezultatele unui studiu anterior care a folosit ADN mitocondrial extras din rămășițe de urs de cavernă cu o vechime de 20.000-130.000 de ani. Ambele arată că ursul de cavernă a fost mai strâns legat de ursul brun și ursul polar decât de ursul negru american,  dar s-a despărțit de linia ursului brun înainte de diversificarea diferitelor linii ale ursului brun estic și occidental și  înainte de despărțirea urșilor bruni și a ursilor polari.

## Descriere

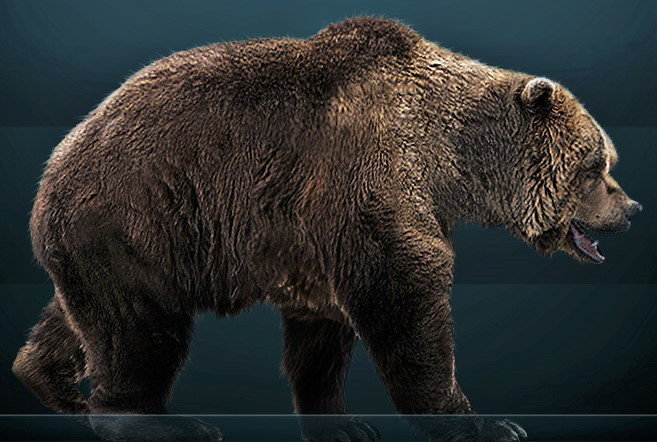
Ursul de carvernă, restaurare

Ursul de cavernă avea un craniu foarte lat, cu o frunte abruptă. Trupul său robust avea coapse lungi, gambe masive cu labele orientate în interior, la fel ca la urșii bruni. Urșii de cavernă aveau dimensiuni comparabile cu cei mai mari urși din zilele noastre. Greutatea medie pentru masculi era de la 350 până la 600 kg, deși unele exemplare cântăreau până la 1000 kg, în timp ce femelele cântăreau 225-250 kg. Dintre scheletele de urs de cavernă din muzee, 90% sunt masculi din cauza unei concepții greșite conform căreia scheletele de femele erau „pitice”. Urșii de cavernă au crescut mai mult în timpul glaciațiilor și au devenit mai mici în perioada interglaciară, probabil pentru a ajusta rata pierderilor de căldură.
Urșii de cavernă din ultima epocă de gheață nu aveau cei doi sau trei premolari prezenți la alți urși; pentru a compensa, ultimul molar este foarte alungit, cu cuspe suplimentare. Humerusul ursului de cavernă era similar ca mărime cu cel al ursului polar. Cu toate acestea, femurul ursilor de cavernă masculi avea mai multe asemănări ca mărime cu cel al urșilor Kodiak.

## Comportament

### Dietă

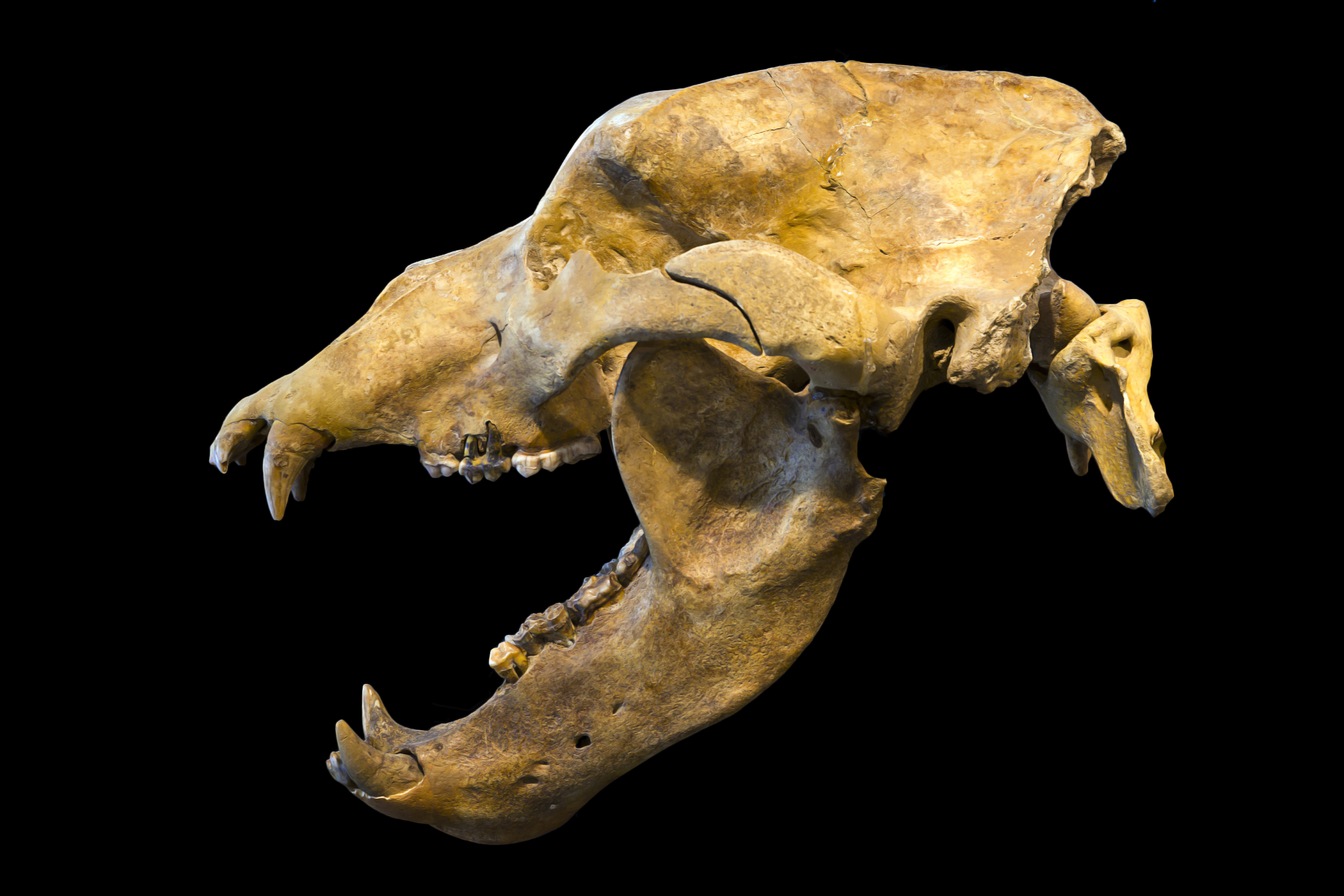
Craniu de Ursus spelaeus

Dinții ursului de cavernă erau foarte mari și prezintă o uzură mai mare decât majoritatea speciilor de urși moderni, ceea ce sugerează o dietă din materiale dure. Totuși, pe baza morfologiei dentare, hrana urșilor de cavernă era în mare parte vegetariană, având un nivel scăzut de azot-15 și carbon-13, care sunt acumulate cu o viteză mai rapidă de carnivore, spre deosebire de la erbivore.
Unele dovezi indică includerea ocazională a proteinelor animale în dieta ursului de cavernă. De exemplu, semne de dinți asupra ursului de cavernă în zonele în care urșii de cavernă sunt singurele carnivore potențiale înregistrate sugerează canibalism ocazional, posibil la exemplarele care au murit în timpul hibernării. Rămășițele de urs din Peștera cu Oase, România, aveau niveluri ridicate de azot-15 în oasele lor, indicând o dietă omnivoră, deși valorile se încadrează în intervalul celor găsite pentru mamutul strict erbivor.

## Habitat
Teritoriul ursului de cavernă se întinde în toată Europa; din Spania și Marea Britanie în vest, Italia, părți din Germania, Polonia, Balcani, România și unele părți din Rusia, inclusiv din Caucaz; și nordul Iranului. Nu s-au găsit urme de urși de cavernă în Scoția, Scandinavia sau în țările baltice, care erau toate acoperite cu ghețari la vremea aceea. Cele mai multe rămășițe de urs de cavernă au fost găsite în Austria, Elveția, nordul Italiei, nordul Spaniei, sudul Franței și România, corespunzând aproximativ cu Pirineii, Alpii și Carpații. Numărul imens de oase găsite în sudul, centrul și estul Europei i-a determinat pe unii oameni de știință să creadă că Europa ar fi avut cândva literalmente turme de urși de cavernă. Alții, însă, subliniază faptul că, deși unele peșteri au mii de oase, acestea au fost acumulate pe o perioadă de 100.000 de ani sau mai mult.
Ursul de cavernă a locuit în zone muntoase joase, în special în regiuni bogate în peșteri de calcar. Se pare că a evitat câmpiile deschise, preferând terenurile împădurite sau la marginea pădurii.

## Extincție

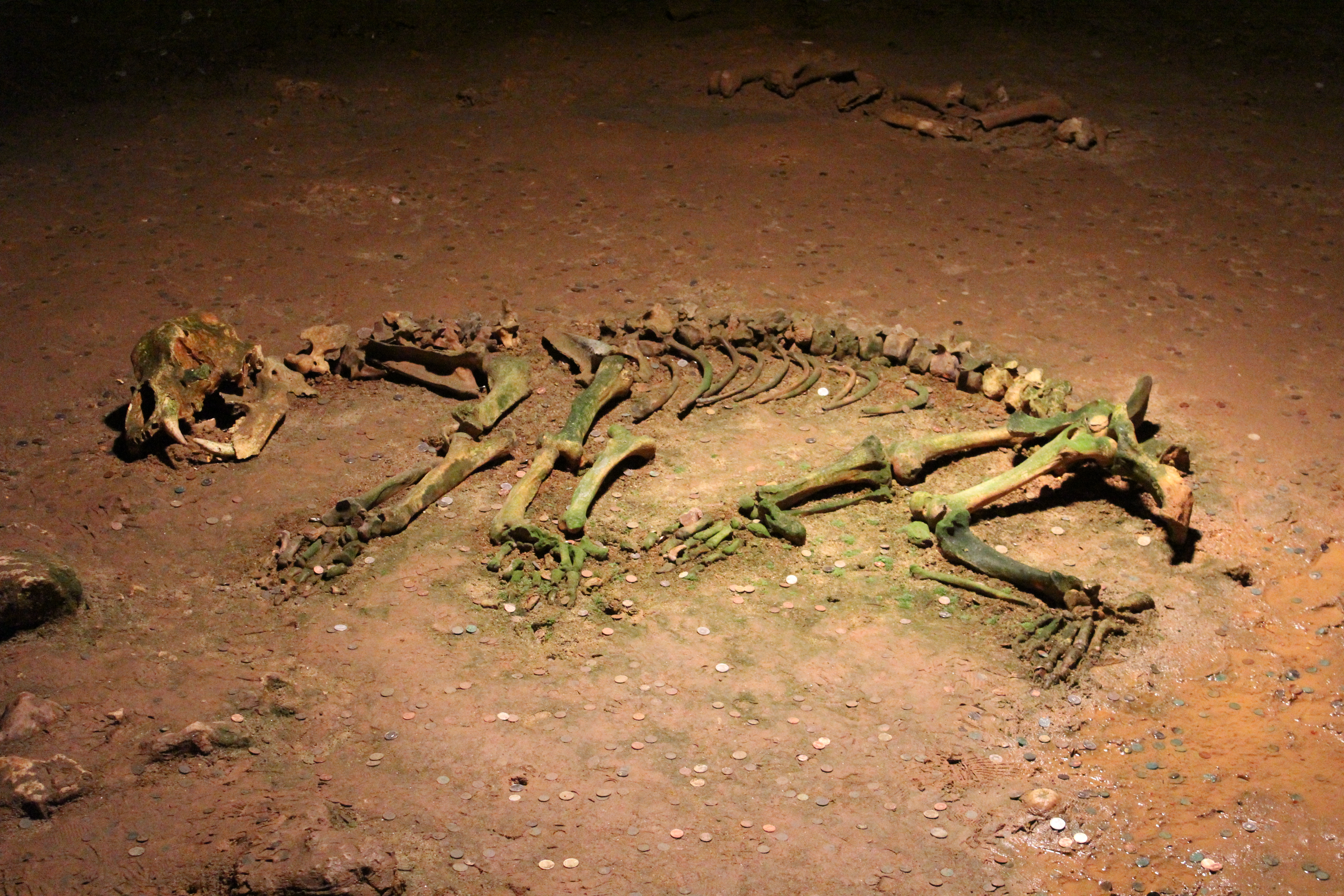
Scheletul unui urs de cavernă în Peștera Urșilor (Chișcău, România)

Reevaluarea recentă a fosilelor indică faptul că ursul de cavernă a murit probabil cu 24.000 de ani în urmă. S-a sugerat că un set complex de factori a dus la dispariția sa.
Comparativ cu alte specii megafaunale care au dispărut în timpul ultimul maxim glaciar, se crede că ursul de cavernă a avut o dietă mai specializată de plante de înaltă calitate și un interval geografic relativ restrâns. Acest lucru a fost sugerat ca o explicație de ce a murit mult mai devreme decât restul megafaunei. Unii experți au contestat această afirmație, deoarece ursul de cavernă a supraviețuit mai multor schimbări climatice înainte de dispariție. În plus, cercetările ADN mitocondriale au indicat că declinul genetic al ursului de cavernă a început cu mult înainte de a deveni extinct, consolidând ideea că pierderea habitatului din cauza schimbărilor climatice nu a fost motivul extincției. În peșterile din România, s-a găsit un nivel înalt de nitrogen-15 în oasele ursului de cavernă, cea ce indică posibilități dietetice mai largi decât se credea anterior.
Vânătoarea excesivă de către oameni a fost respinsă în mare măsură deoarece populațiile umane la acea vreme erau prea mici pentru a reprezenta o amenințare serioasă pentru supraviețuirea ursului de cavernă, deși cele două specii ar fi putut concura pentru spațiul de locuit din peșteri. Spre deosebire de urșii bruni, urșii de cavernă sunt rareori reprezentați în picturile rupestre, ceea ce a determinat unii experți să creadă că ursul de cavernă ar fi putut fi evitat de vânătorii umani sau poate preferințele lor de habitat nu s-au suprapus. Paleontologul Björn Kurtén a estimat că populațiile de urși de cavernă au fost fragmentate și sub stres chiar înainte de apariția ghețarilor. Este posibil ca populațiile care au locuit la sud de Alpi să fi supraviețuit semnificativ mai mult timp.

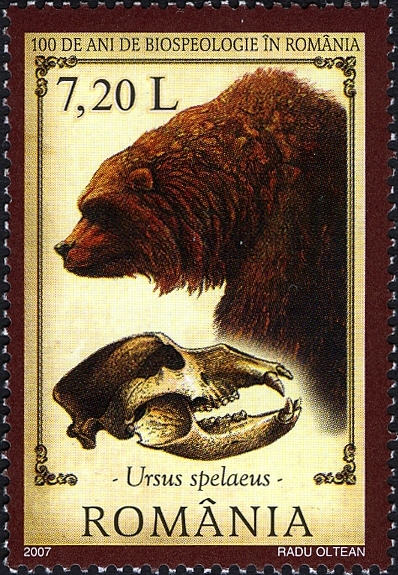
Ursus spelaeus, timbru românesc din 2007

Unele dovezi indică faptul că ursul de cavernă a folosit pentru hibernare doar peșteri și nu a fost înclinat să folosească alte locuri în acest scop, în contrast cu ursul brun mai versatil. Acest comportament de hibernare specializat ar fi provocat o rată mare de mortalitate pe timp de iarnă pentru urșii care nu reușeau să găsească peșteri disponibile. Prin urmare, pe măsură ce populațiile umane au crescut încet, ursul de cavernă s-a confruntat cu un bazin micșorat de peșteri potrivite, acest lucru ducând încet-încet la dispariție, deoarece atât Neanderthalii, cât și oamenii moderni anatomic au căutat peșterile ca locuințe, privând ursul de cavernă de un habitat vital. Această ipoteză este cercetată în acest moment. Potrivit unui studiului de cercetare publicat în revista  Molecular Biology and Evolution, datarea cu radiocarbon a resturilor fosile arată că ursul de cavernă a încetat să mai fie abundent în Europa Centrală în urmă cu aproximativ 35.000 de ani. „Acest lucru poate fi atribuit creșterii expansiunii umane și a concurenței rezultate între oameni și urși pentru pământ și adăpost”, explică omul de știință, care leagă acest lucru cu reprezentarea slabă a fosilelor de prada ursului în evidența fosilă abundentă a acestei specii.
În 2019, rezultatele unui studiu la scară largă a 81 de exemplare osoase și 64 de genomuri mitocondriale complete ale ADN-ului mitocondrial al ursului de cavernă găsite în Elveția, Polonia, Franța, Spania, Germania, Italia și Serbia, au indicat că populația de urs de cavernă a scăzut drastic începând cu aproximativ 40.000 de ani în urmă, acest lucru suprapunându-se cu sosirea oamenilor moderni anatomic. S-a ajuns la concluzia că vânătoarea și/sau concurența umană au jucat un rol major în declinul și dispariția lor finală și că schimbările climatice nu au fost probabil factorul dominant. Într-un studiu al ADNmt al ursului de cavernă spaniol, s-a constatat că fiecare peșteră folosită de urși conține aproape exclusiv o linie unică de haplotipuri strâns legate, ceea ce indică un comportament teritorial pentru naștere și hibernare. Concluzia acestui studiu este că urșii de cavernă nu ar fi putut coloniza cu ușurință situri noi atunci când erau în concurență cu oamenii pentru aceste resurse.